# Mustafa Denizli
Mustafa Denizli (Çeşme, 10 de novembro de 1949) é um ex-futebolista e consagrado treinador de futebol turco. Até os dias atuais, detém a façanha de ser o único treinador turco a ter conquistado 3 edições do Campeonato Turco comandando os 3 principais clubes do país: o Galatasaray, o Fenerbahçe e o Beşiktaş. Atualmente, está sem clube após rescindir amigavelmente seu contrato com o Altayspor no início de 2022.

## Títulos

### Como jogador

#### Altayspor
- Copa da Turquia (2): 1966–67 e 1979–80

### Como treinador

#### Galatasaray
- Campeonato Turco (1): 1987–88
- Copa da Turquia (1): 1990–91
- Supercopa da Turquia (2): 1988 e 1991

#### Fenerbahçe
- Campeonato Turco (1): 2000–01

#### Beşiktaş
- Campeonato Turco (1): 2008–09
- Copa da Turquia (1): 2008–09

#### Rizespor
- Segunda Divisão Turca (1): 2012–13

#### Altayspor
- Vencedor dos Playoffs da Segunda Divisão Turca (1): 2020–21